# 波纹盘肠蚤
波纹盘肠蚤（学名：Chydorus undulatus）为盘肠蚤科盘肠蚤属的动物。在中国大陆，分布于青海等地，主要生活于小型的浅水湖泊、溪流、沼泽以及水洼中。